# Hofors (Gemeinde)
Koordinaten: 60° 33′ N, 16° 17′ O

Hofors ist eine Gemeinde (schwedisch kommun) in der schwedischen Provinz Gävleborgs län und der historischen Provinz Gästrikland. Der Hauptort der Gemeinde ist Hofors.
Durch die Gemeinde führen die Europastraße 16 und die Reichsstraße 68 sowie die Eisenbahnlinien Gävle – Falun (Bergslagsbanan) und Krylbo – Storvik.

## Geschichte
Die Gemeinde Hofors besteht seit 1925.

## Geographie
Die Gemeinde liegt in der Region Bergslagen an der Grenze zu Dalarna. Sie wird weitgehend von einer bewaldeten Hügellandschaft eingenommen, nur das Gebiet entlang des Flusses Storån ist flach und offen.
In der Gemeinde gibt es Eisenerzvorkommen, die vom Mittelalter bis zum Beginn des 20. Jahrhunderts abgebaut wurden.

## Wirtschaft
Im Zusammenhang mit dem heute stillgelegten Erzabbau entstand eine eisen- und stahlverarbeitende Industrie, die auch heute noch das Wirtschaftsleben der Gemeinde dominiert. Größter Arbeitgeber ist Ovako Steel AB.

## Orte
Folgende Orte sind Ortschaften (tätorter):
- Hofors
- Torsåker

## Partnerstädte
Die Gemeinde Hofors hat zwei Partnerstädte:
- Fladså, Dänemark
- Kontiolahti, Finnland